# 中雅加达行政市
中雅加达行政市，当地华人常称之为雅加达中区或雅京中区，是印度尼西亚雅加达特区下属五个行政市之一，辖区位于雅加达特区的中部，2015年统计共有1,114,581人，是雅加达人口最少的行政市。
中雅加达行政市也是雅京5个行政市中面积最小的一个，然而却是雅加达以及整个印度尼西亚的行政和权力中心，辖境内有大量的国际酒店以及主要地标，例如印度尼西亞大酒店。中雅加达行政市的四周按名称的方位与雅京特区其他4个行政市接壤。

## 行政區劃

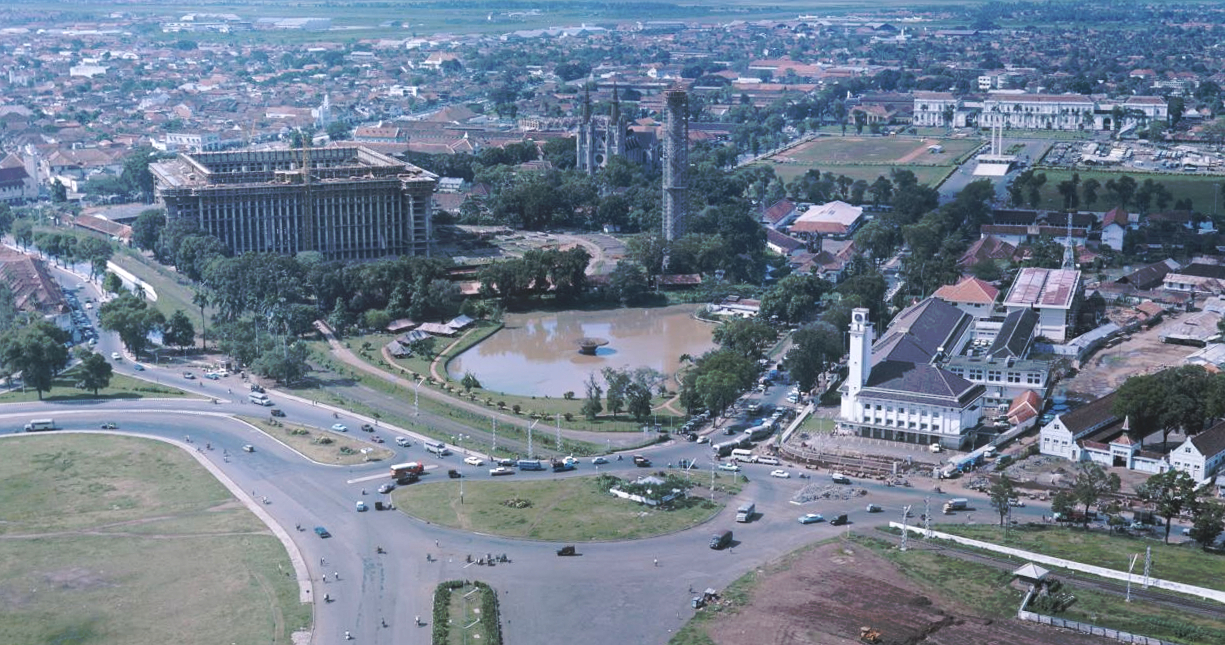
20世紀70年代從國家紀念塔向東北俯瞰施工中的伊斯蒂克拉爾清真寺、位於雅加達聖母升天主教座堂對面

中雅加達行政市現轄8個區（Kecamatan）：
- 甘密區（英语：Gambir, Jakarta）
- 丹拿橫區（英语：Tanah Abang）
- 銘登區（英语：Menteng）
- 老巴剎區（英语：Senen）
- 白蘭區（英语：Cempaka Putih）
- 柔哈巴魯區（英语：Johar Baru）
- 瑪腰蘭區（英语：Kemayoran）
- 大田區（英语：Sawah Besar）

## 人口
中雅加达每平方公里大约有19,000人，是雅加达人口密度最大的地区。

## 经济
中雅加达的地方生产总值无论从现时市价还是不变价格来看，均高于雅加达的其他四个行政市。
在2010年第一季度末，雅加达CBD的入驻率为80%，相比2009年同期的78%有所增加。根据仲量联行的数据，雅加达CBD写字楼的面积在2009年及2010年下半年共增加了93,000平方米。
在2010年9月，仲量联行估计雅加达CBD共有30,000平方（320,000平方英尺）可供服务的写字楼，不到办公区总面积的1%。可服务的写字楼区域中70%由国际公司使用，中雅加达可供服务的写字楼面积在2010年9月之前的一年内增加了50%。

## 政府和基础设施
总部设在中雅加达的机构包括国家搜索和救援机构（位于玛腰兰）、国家运输安全委员会（总部位于印尼交通部的大楼内）。

## 图集

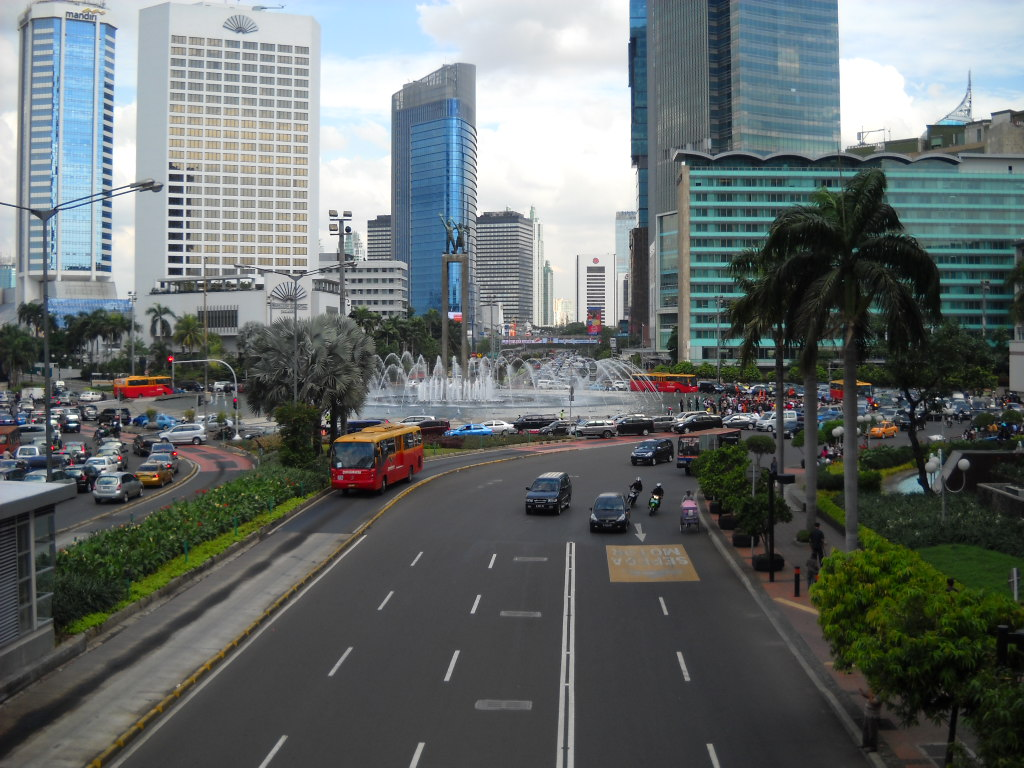
从印度尼西亞大酒店向南拍摄的街道
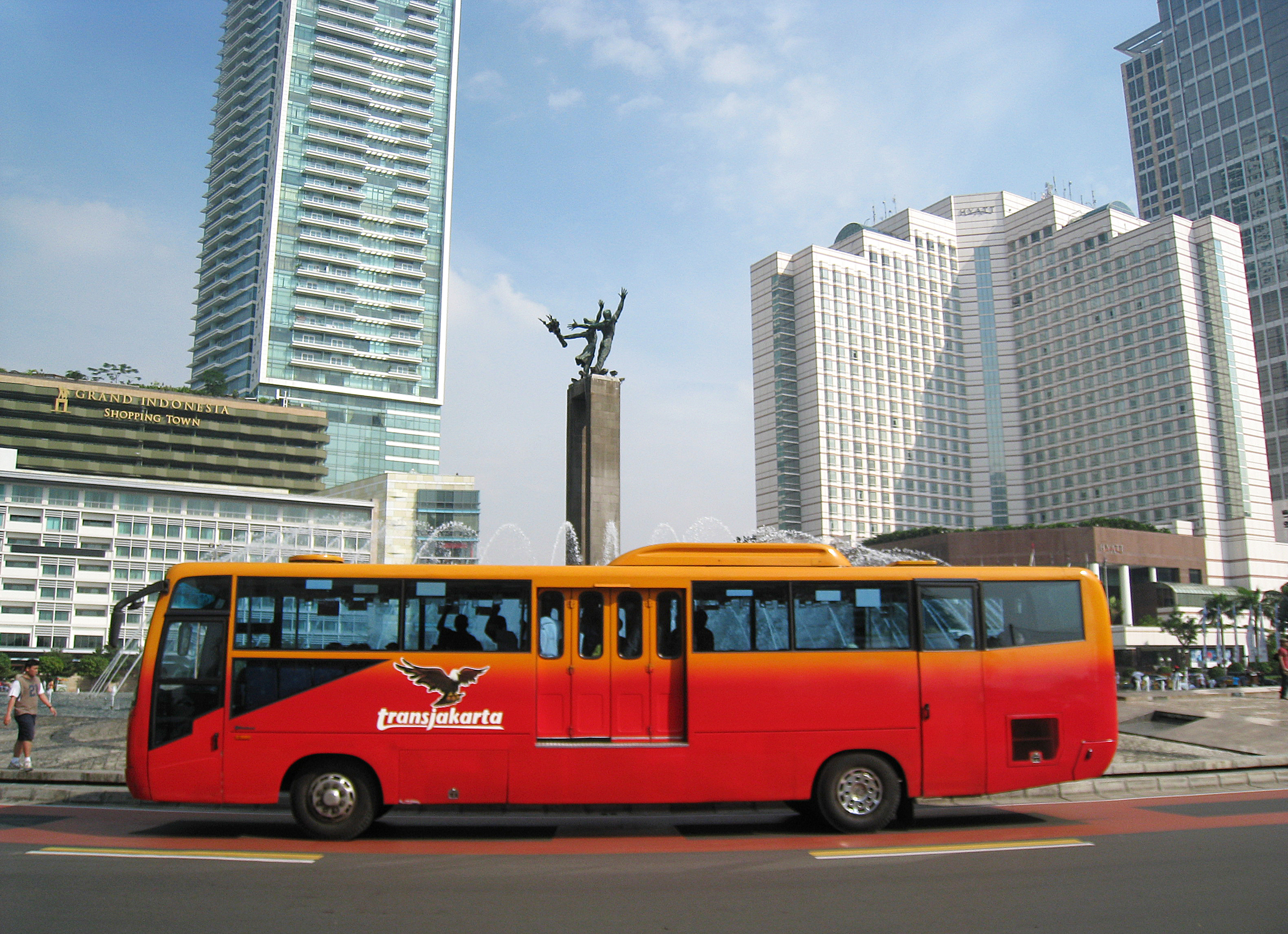
在路上的雅加达专线巴士
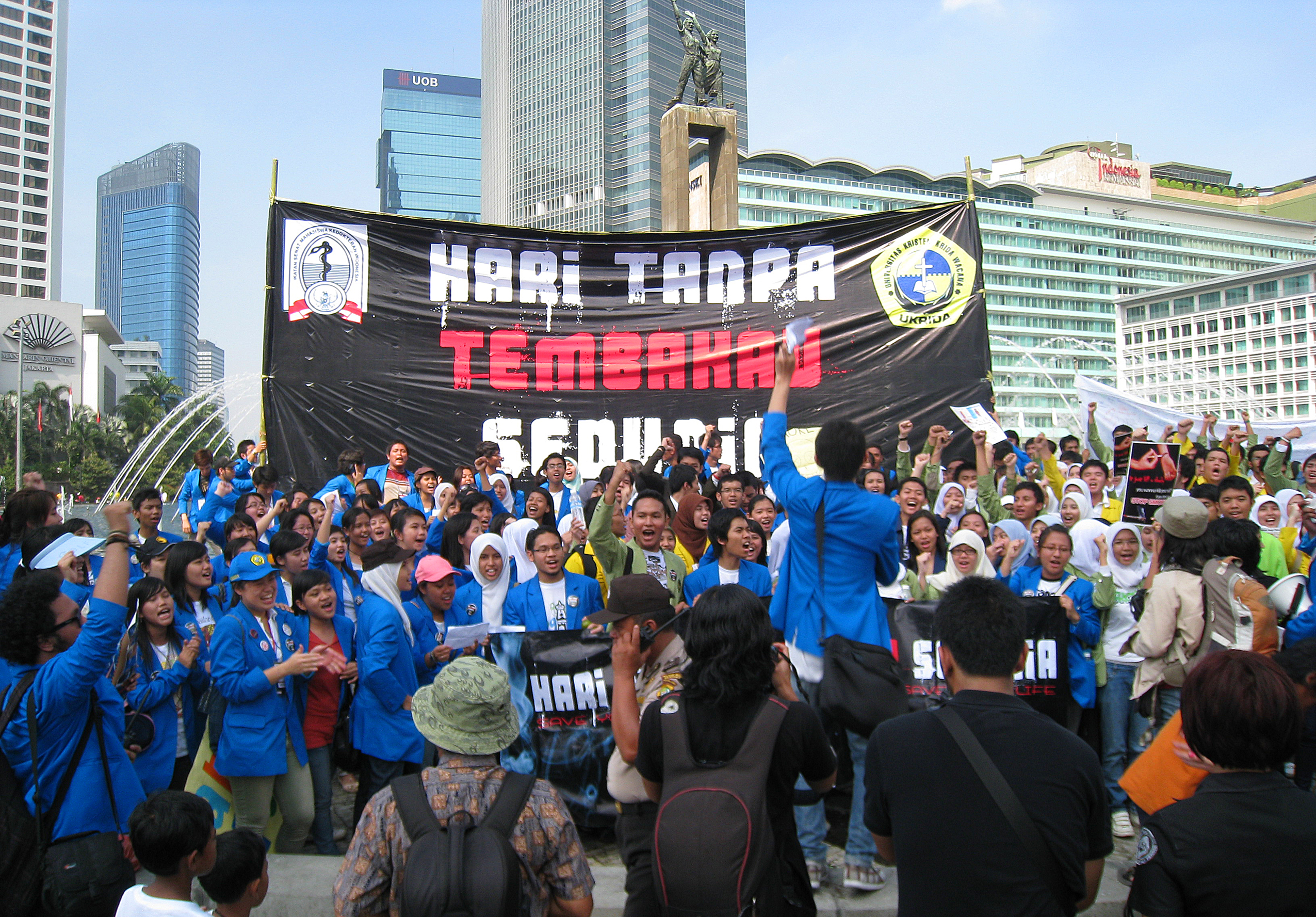
世界无烟日在雅京中区街头的活动
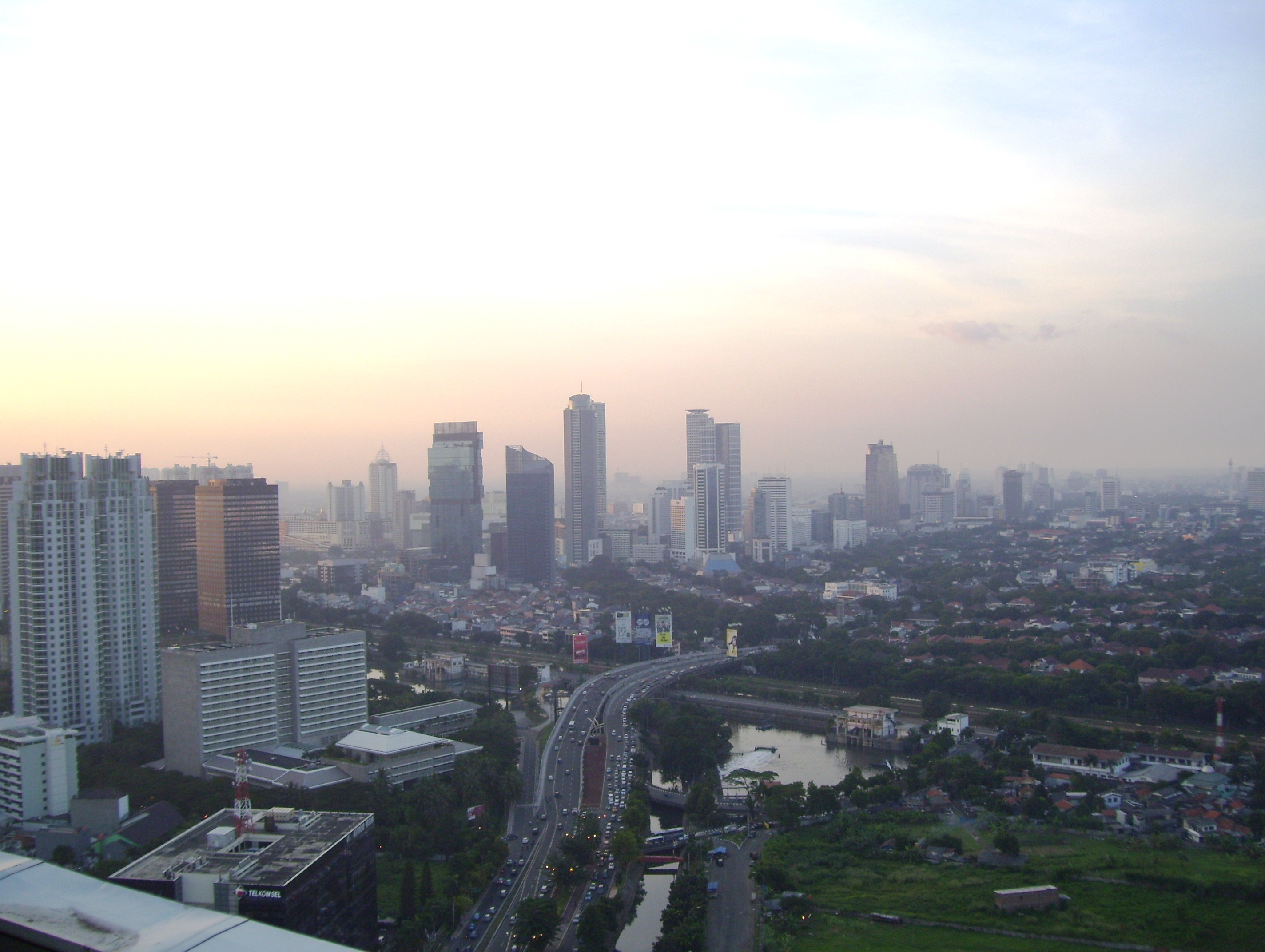
从南雅加达的帝国塔商业中心（Menara Imperium）大楼上远眺中雅加达
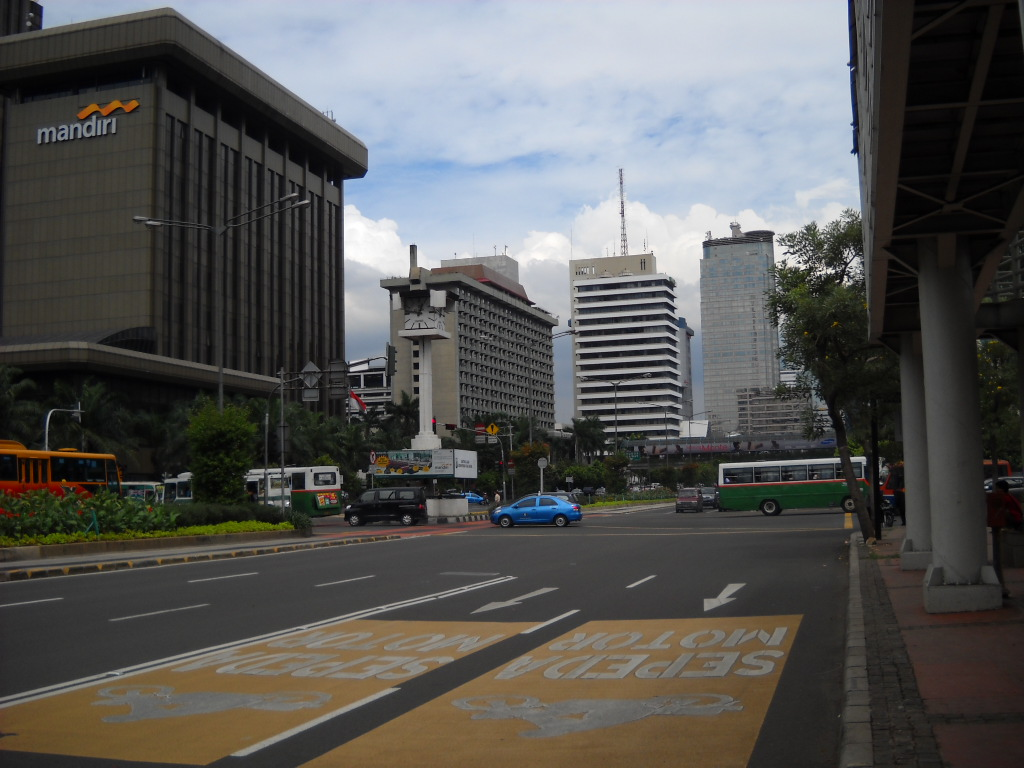
一家万自立银行（英语：Bank Mandiri）附近的交叉路口
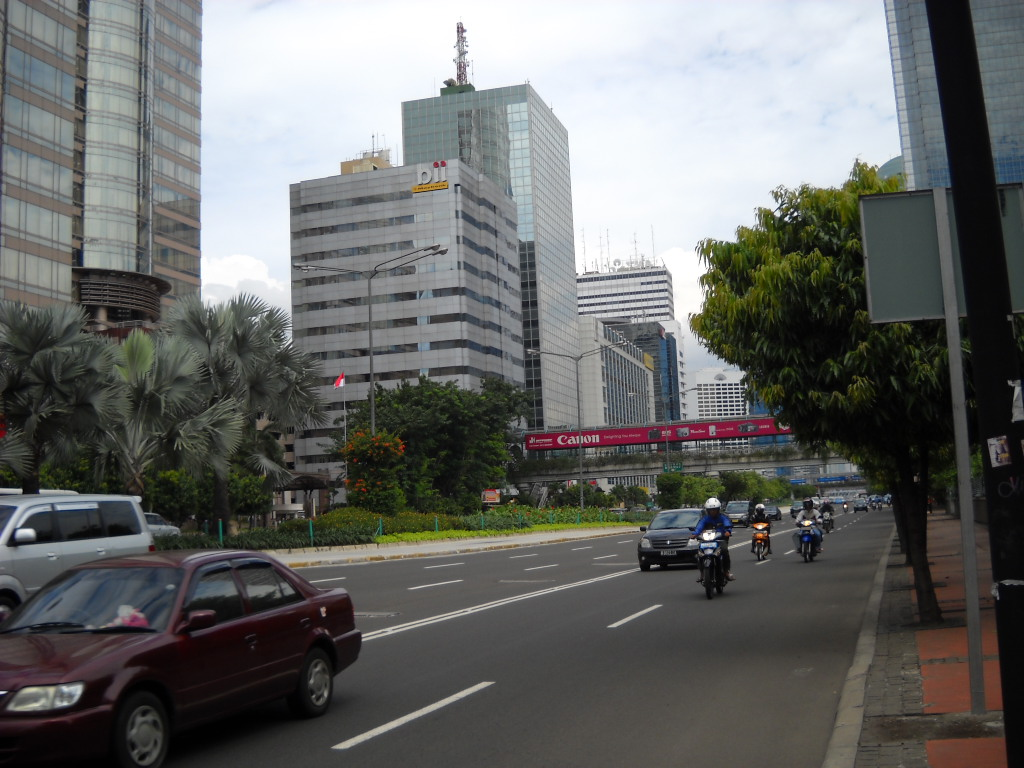
中雅加达的谭林路（Jalan Thamrin）
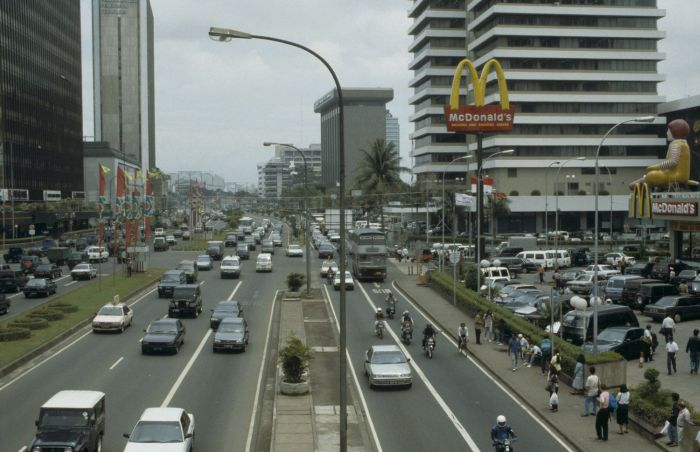
開闢巴士專線前的谭林路
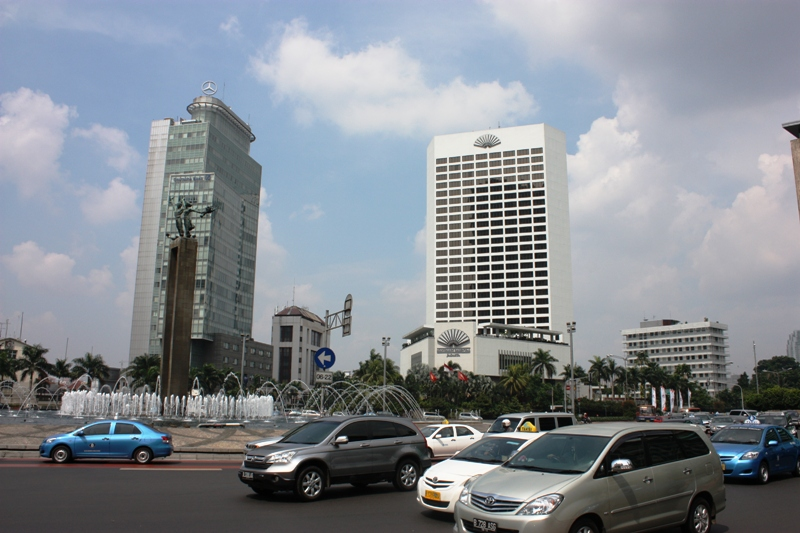
文华东方酒店（Mandarin Oriental Hotel）、德国驻印尼大使馆及德意志银行
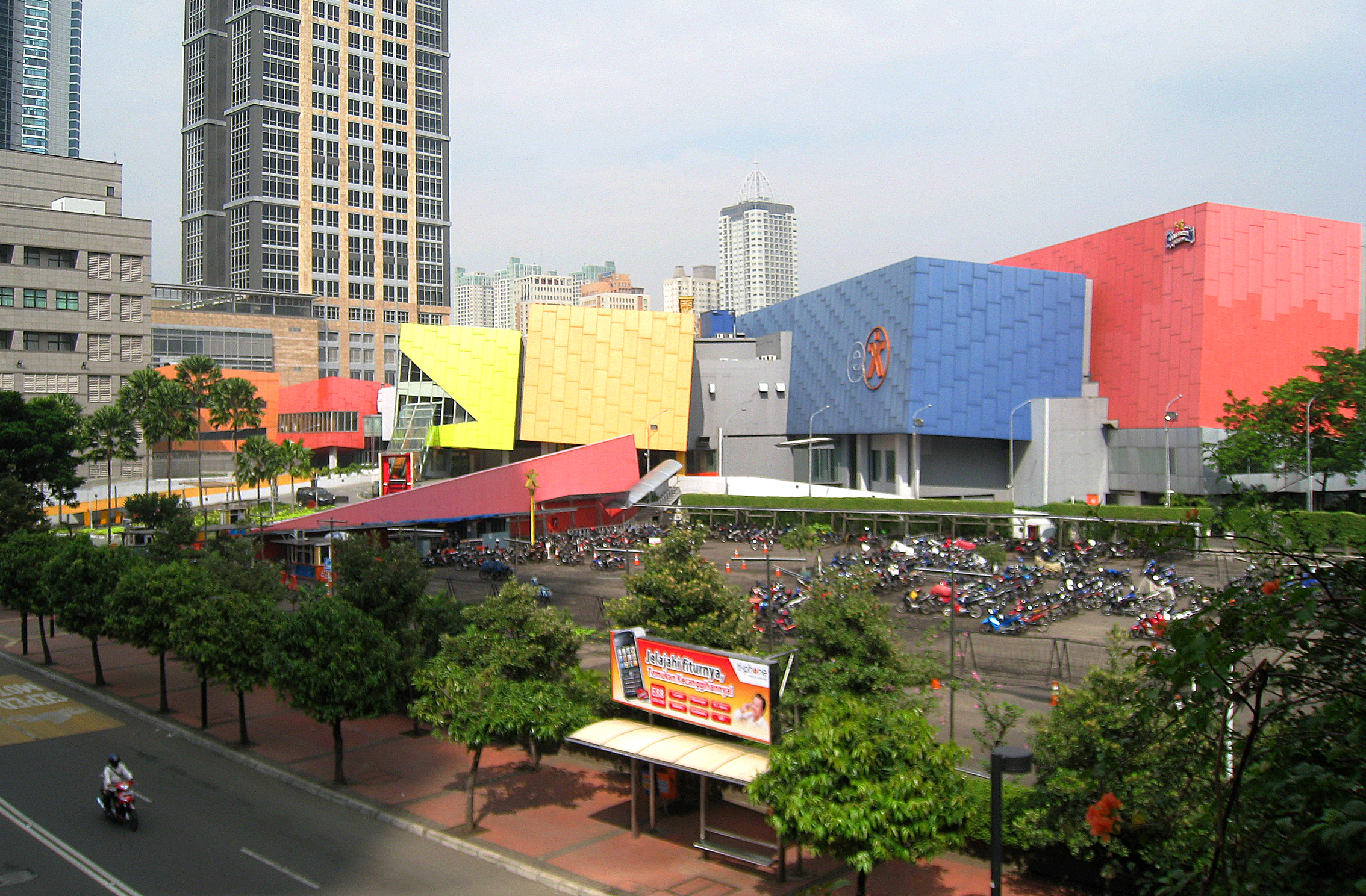
EX广场

## 资料来源
1. 1 2 3   (PDF). www.kemendagri.go.id. MENTERI DALAM NEGERI REPUBLIK INDONESIA.   [2017-08-04]. （原始内容 (PDF)存档于2016-11-19）.
2. ↑   [雅加达首都特区中雅加达市行政区划图] (地图). 1:40,000. DesignMap. 2013. （原始内容存档于2018-12-11） （印度尼西亚语）.
3. ↑  Primanita, Arientha. "Cramped Capital Facing ‘Ecological Suicide’ （页面存档备份，存于）." Jakarta Globe. September 7, 2010. Retrieved on September 16, 2010.
4. ↑  . Statistics DKI Jakarta Provincial Office, Jakarta. 2008.
5. 1 2  Tisnabudi, Ervan. "Booming Demand in Indonesia for Serviced Offices （页面存档备份，存于）." Jakarta Globe. September 12, 2010. Retrieved on September 16, 2010.
6. ↑  "Home （页面存档备份，存于）." () National Search and Rescue Agency. Retrieved on 10 May 2012. "Jl. Angkasa Blok B.15 KAV 2-3 Kemayoran - Jakarta Pusat Jakarta - Indonesia 10720"
7. ↑  "Contact Us （页面存档备份，存于）." National Transportation Safety Committee. Retrieved on 31 December 2013. "Ministry Of Transportation Republic Of Indonesia Transportation Building 3rd Floor Jalan Medan Merdeka Timur No. 5 Jakarta Pusat 10110 Indonesia" Indonesian address （页面存档备份，存于）: "Kantor Komite Nasional Keselamatan Transportasi Kementerian Perhubungan Republik Indonesia Gedung Perhubungan Lantai 3 Jalan Medan Merdeka Timur No. 5 Jakarta Pusat 10110 Indonesia"